# Мутница (приток Великой)
Мутница — река в России, протекает в Орловском районе Кировской области. Устье реки находится в 24 км по правому берегу реки Великая. Длина реки составляет 19 км, площадь водосборного бассейна 104 км².
Исток реки у нежилой деревни Осиново в 25 км к северу от города Орлов. Река течёт на северо-восток, в нижнем течении на ней стоит село Чудиново (центр Чудиновского сельского поселения) и деревни Коншаки, Шишкари, Булычи и Маклаки. Впадает в Великую у деревни Варзеги севернее села Чудиново. Ширина реки перед устьем 15 метров.

## Данные водного реестра
По данным государственного водного реестра России относится к Камскому бассейновому округу, водохозяйственный участок реки — Вятка от города Киров до города Котельнич, речной подбассейн реки — Вятка. Речной бассейн реки — Кама.
По данным геоинформационной системы водохозяйственного районирования территории РФ, подготовленной Федеральным агентством водных ресурсов:
- Код водного объекта в государственном водном реестре — 10010300312111100034518
- Код по гидрологической изученности (ГИ) — 111103451
- Код бассейна — 10.01.03.003
- Номер тома по ГИ — 11
- Выпуск по ГИ — 1